# Perlodes frisonana
Perlodes frisonana är en bäcksländeart som beskrevs av Kohno 1943. Perlodes frisonana ingår i släktet Perlodes och familjen rovbäcksländor. Inga underarter finns listade i Catalogue of Life.